# Gimonde
Gimonde é uma povoação portuguesa sede da Freguesia de Gimonde do Município de Bragança, freguesia com 10,84 km² de área e 358 habitantes (censo de 2021), tendo, por isso, uma densidade populacional de 33 hab./km².

## Demografia
Nota: Nos censos de 1911 e 1920 estava anexada à freguesia de Baçal Pela lei nº 1.690, de 10/12/1924, foram desanexadas, passando a constituir freguesias autónomas.
A população registada nos censos foi:
| Distribuição da População por Grupos Etários | Distribuição da População por Grupos Etários | Distribuição da População por Grupos Etários | Distribuição da População por Grupos Etários | Distribuição da População por Grupos Etários |
| -------------------------------------------- | -------------------------------------------- | -------------------------------------------- | -------------------------------------------- | -------------------------------------------- |
| Ano                                          | 0-14 Anos                                    | 15-24 Anos                                   | 25-64 Anos                                   | > 65 Anos                                    |
| 2001                                         | 41                                           | 74                                           | 194                                          | 77                                           |
| 2011                                         | 35                                           | 29                                           | 188                                          | 89                                           |
| 2021                                         | 45                                           | 32                                           | 172                                          | 109                                          |

## Património

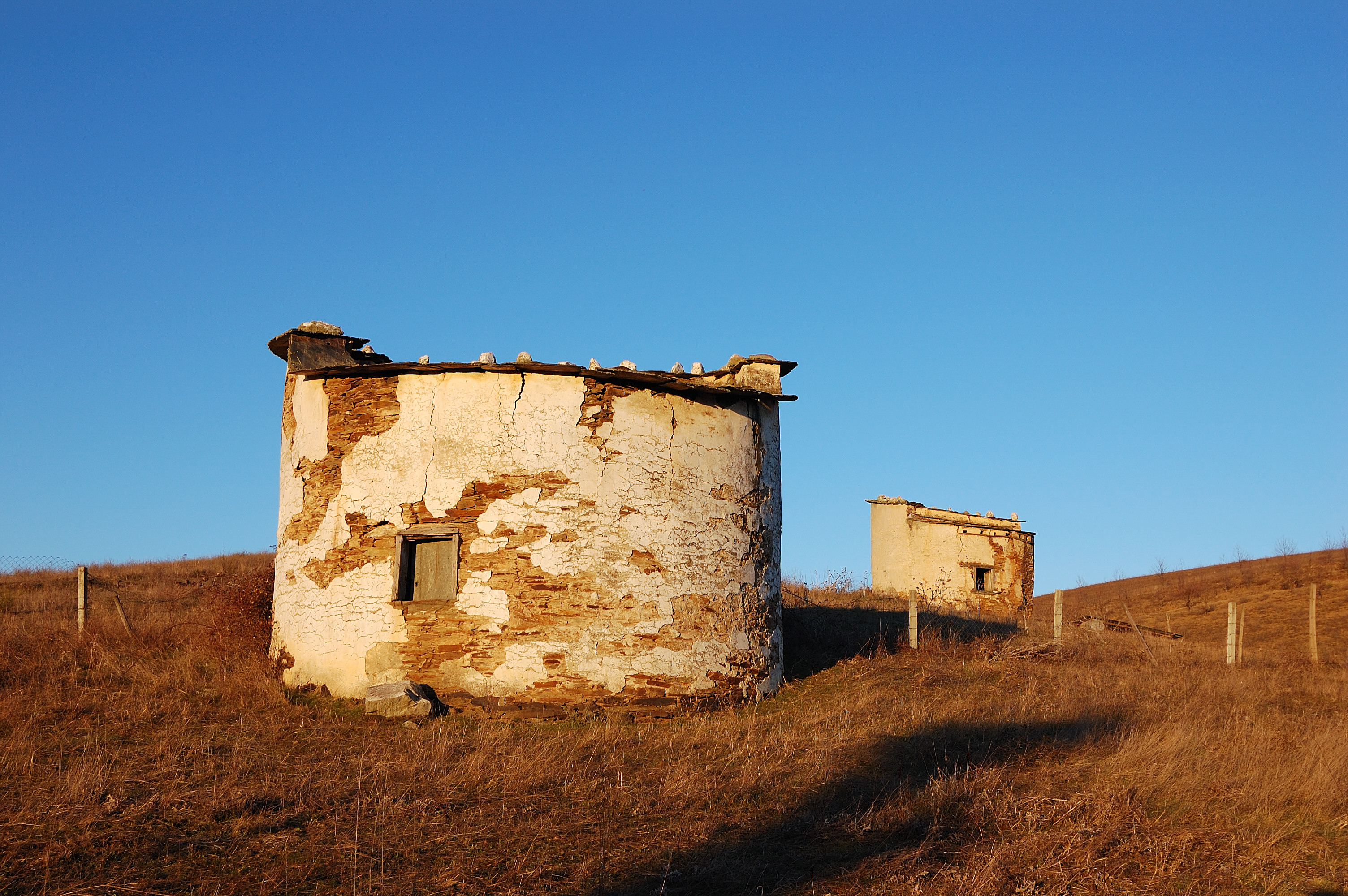
Pombais num campo em Gimonde

- Castro de Gimonde ou Arrabalde de Gimonde
- Ponte de Gimonde ou Ponte Velha